# Rabi (film)
Pour plus de détails, voir Fiche technique et Distribution.
Rabi est un film burkinabé réalisé par Gaston Kaboré et sorti en 1993.

## Synopsis
Rabi a dix ans. Il aide son père dans son travail de forgeron. Un jour, celui-ci trouve une tortue sur le marché et l'offre à l'enfant. Rabi est si émerveillé par l'animal qu'il oublie d'actionner le soufflet de la forge. Le père, fâché, se débarrasse de la tortue. Rabi en est meurtri au point qu'un vieil homme du village lui donne une nouvelle tortue, laquelle va accompagner le garçon dans sa découverte de la vie et du respect de la nature.

## Fiche technique
- Titre : Rabi
- Réalisation : Gaston Kaboré
- Scénario : Gaston Kaboré
- Photographie : Jean-Noël Ferragut
- Son : Marc Nourigat
- Montage : Marie-Jeanne Kanyala
- Musique : Wally Badarou et René Guirma
- Production : Cinecom Production
- Distribution : Les Films du Paradoxe
- Pays :  Burkina Faso
- Durée : 62 minutes
- Date de sortie  : France - 15 septembre 1993

## Distribution
- Yacouba Kaboré
- Tinfissi Yerbanga
- Joseph Nikiema
- Colette Kaboré
- Joséphine Kaboré
- Chantal Nikiéma
- Vincent Zoundi
- Paul Yerbanga
- Sylvia Guem

## Récompenses
- Prix du jury aux Journées cinématographiques de Carthage 1992[1]